# Música de tango

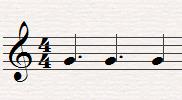
Ritmo típico de tango

Tango é um estilo de música vez que se originou entre as populações de imigrantes europeus e africanos da Argentina e do Uruguai (coletivamente, os " Rioplatenses "). É tradicionalmente tocada em um violão solo, duo de violões ou um conjunto, conhecido como orquesta típica, que inclui pelo menos dois violinos, flauta, piano, contrabaixo e pelo menos dois bandoneóns. Às vezes, guitarras e um clarinete se juntam ao conjunto. O tango pode ser puramente instrumental ou incluir um vocalista. A música e a dança do tango tornaram-se populares em todo o mundo.